# 상신브레이크
상신브레이크(한국어: 상신브레이크(주), 영어: SANGSIN BRAKE)는 대한민국의 자동차 부품 제조 기업이며 자동차 부품 중 브레이크를 제조하는 기업이다. 유가증권시장에 상장되어 있는 기업이다.

## 수상

### 1990년대
- 1990년 11월 중소기업 생산성 향상 종합부분 대상 수상(상공부장관상)
- 1993년 11월 현대자동차 1등급 공장 인증
- 1997년 9월 ISO 9001 인증 획득

### 2000년대
- 2000년 7월 QS9000 인증 획득
- 2003년 7월 TS 16949 인증 획득
- 2004년 1월 환경마크 인증(환경마크 협회)
- 2006년 1월 ISO 14001 획득

### 2010년대
- 2011년 5월 지식경제부 주관 WORLD CLASS 기업 선정[1]

## 산업 분야
- 브레이크 마찰재 부문
- 설비 부문

## 재무 정보

### 2000년대

#### 2003년
- 자산총계 66,862,001,327원
- 자본금
  - 납입자본 7,507,500,000원
  - 자본총계 32,052,235,235원
- 매출액 86,784,285,595원
- 영업이익 2,830,437,260원
- 당기순이익 3,036,467,057원

#### 2004년
- 매출액 100,947,980,000원
- 당기순이익 4,844,580,000원[2]

#### 2008년
- 자산총계 116,500,646,408원
- 자본금
  - 납입자본 10,735,725,000원
  - 자본총계 63,687,912,251원
- 매출액 149,808,932,867원
- 영업이익 6,538,416,504원
- 당기순이익 6,128,812,193원

#### 2009년
- 자산총계 125,641,691,250원
- 자본금
  - 납입자본 10,735,725,000원
  - 자본총계 66,296,904,154원
- 매출액 155,689,992,958원
- 영업이익 5,425,227,774원
- 당기순이익 5,893,537,642원

### 2010년대

#### 2010년
- 자산총계 159,063,789,915원
- 자본금
  - 납입자본 10,735,725,000원
  - 자본총계 77,862,081,447원
- 매출액 192,799,850,527원
- 영업이익 11,098,207,754원
- 당기순이익 13,574,247,601원

#### 2011년
- 자산총계 220,883,454,151원
- 자본금
  - 납입자본 10,735,725,000원
  - 자본총계 81,975,273,573원
- 매출액 256,005,079,879원
- 영업이익 13,063,655,895원
- 당기순이익 7,441,794,076원

#### 2012년
- 자산총계 176,521,827,404원
- 자본금
  - 납입자본 10,735,725,000원
  - 자본총계 78,765,093,284원
- 매출액 235,099,380,038원
- 영업이익 13,707,209,119원
- 법인세비용 3,013,368,475원
- 당기순이익 9,648,577,764원

## 같이 보기
- 자동차
- 제동기(브레이크)